# Refuge faunique national Nowitna
Le refuge faunique national Nowitna (en anglais : Nowitna National Wildlife Refuge) est une réserve faunique située en Alaska aux États-Unis. Son statut a été établi en 1980 par l'Alaska National Interest Lands Conservation Act.

## Description
D'une surface de 6 313,1 km2, le refuge se compose d'une plaine en zone humide et de forêts entourant le lit de la rivière Nowitna. Son climat est marqué par des vents doux, des hivers longs et rigoureux, et des étés courts et relativement chauds. Les collines qui le bordent sont recouvertes de toundra.

Depuis longtemps, le peuple Athabascan y a chassé les animaux pour le commerce de la fourrure ainsi que pour leur subsistance.

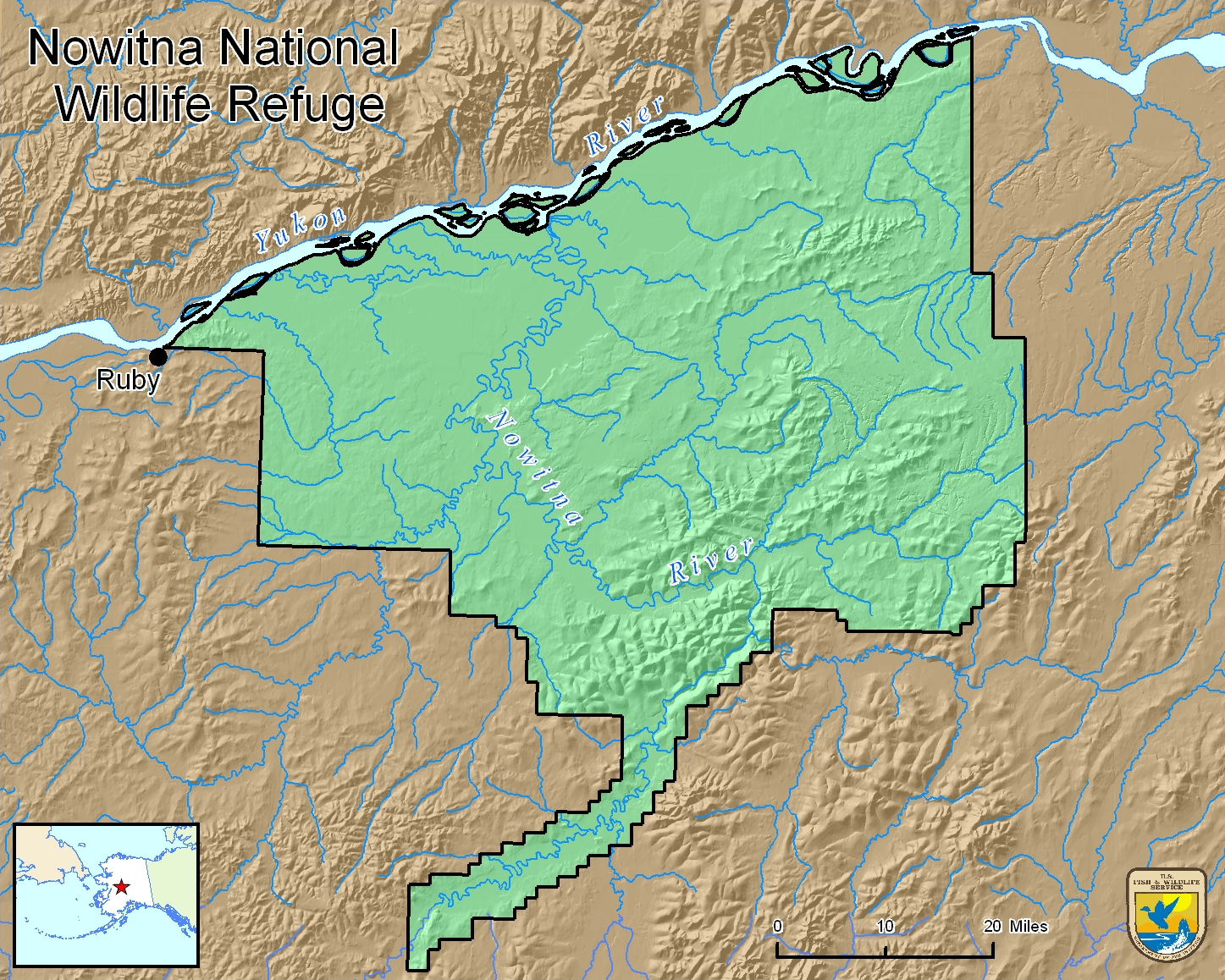
Carte du Refuge
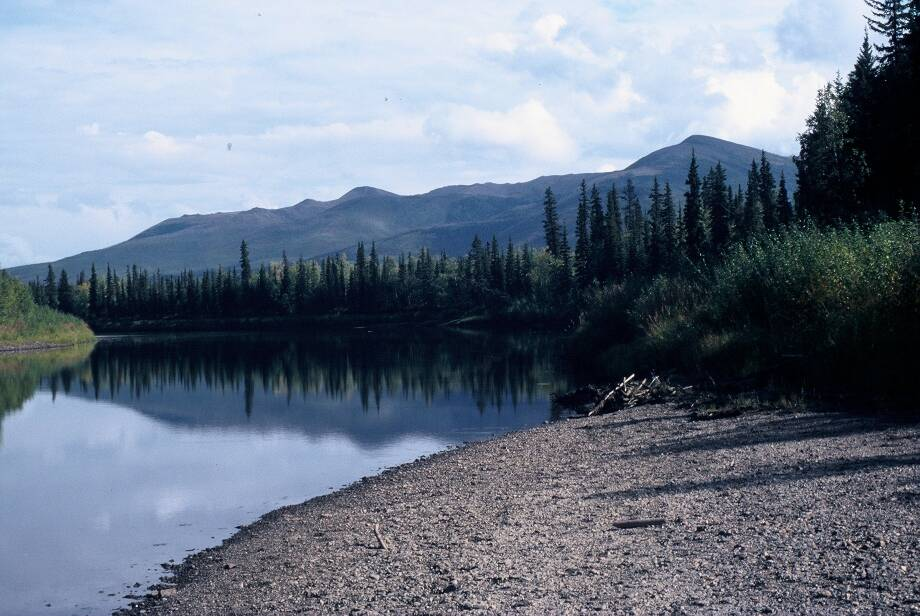
Rivière Nowitna
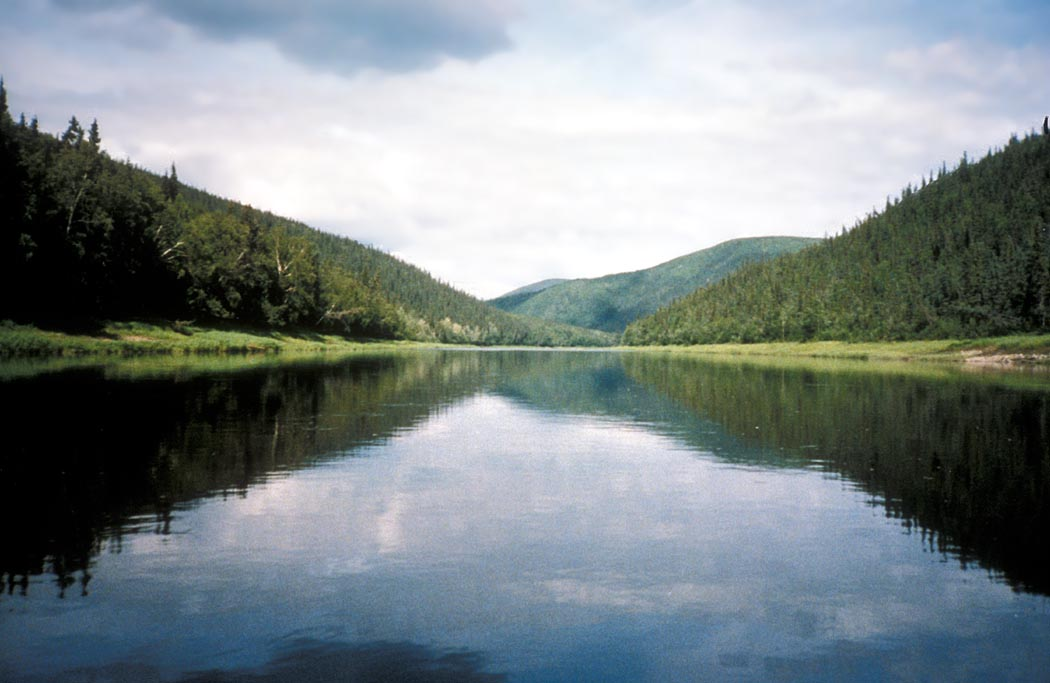
Rivière Nowitna
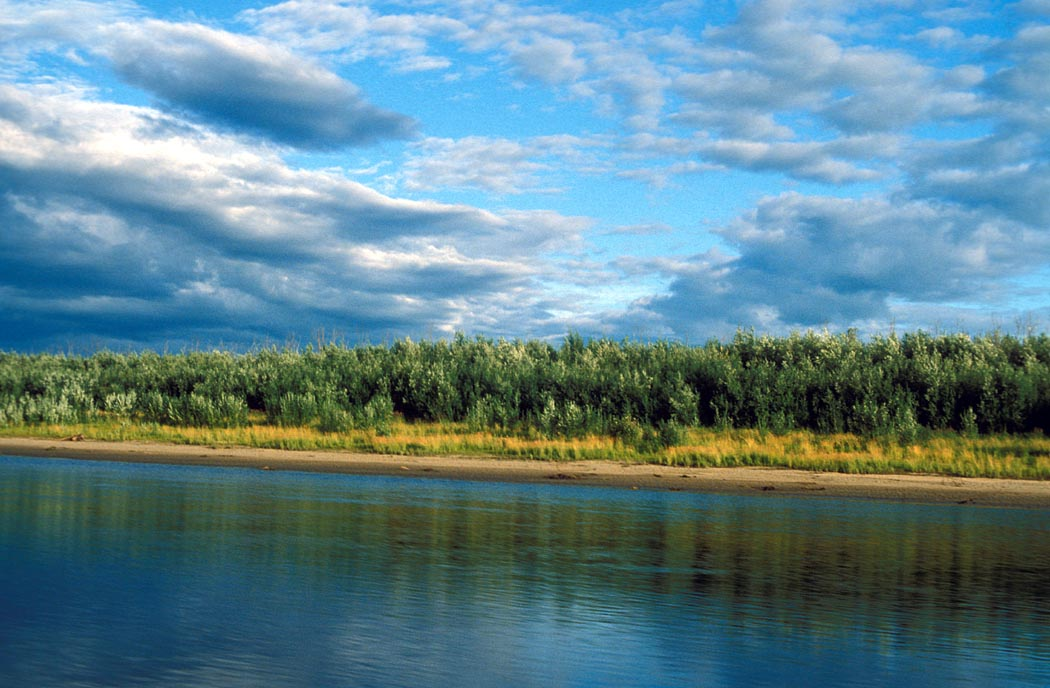
Paysage près de la Nowitna

## Faune

### Poissons
- Stenodus
- Lotte de rivière
- Catostomidae
- Saumon chinook
- Grand brochet
- Ombre

### Oiseaux
Les méandres de la rivière sont propices à la nidification des oiseaux aquatiques et les rives herbeuses leur permettent d'y élever et d'y nourrir leurs petits. On peut y rencontrer :
- Le cygne trompette
- Diverses oies
- Le fuligule à dos blanc
- Des grues

Environ 120 espèces différentes d'oiseaux ont été observées dans le refuge durant les mois d'été, mais il n'en reste qu'une douzaine durant les mois d'hiver.

### Mammifères
De nombreux mammifères peuvent aussi être rencontrés dans le parc, par exemple :
- L'orignal
- Le loup
- Le lynx
- Le glouton
- Le baribal
- Le grizzli

## Exemple d'animaux observés dans le refuge

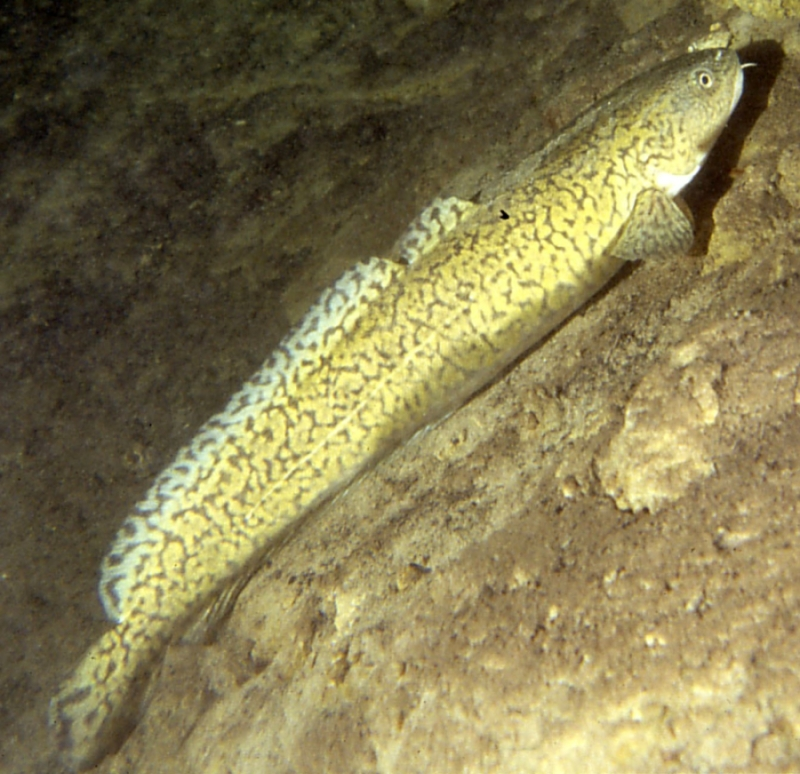
Lotte de rivière
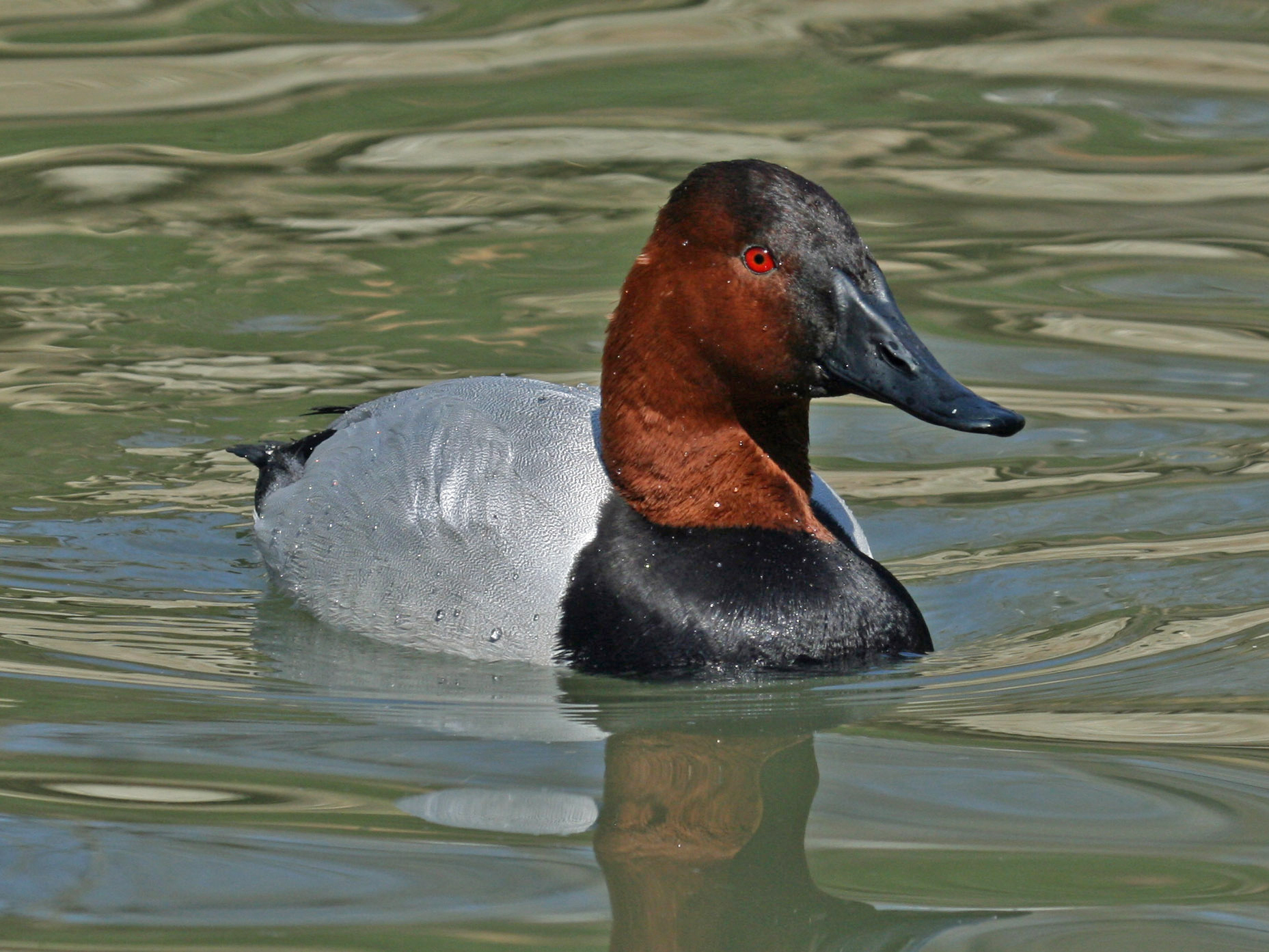
Fuligule à dos blanc
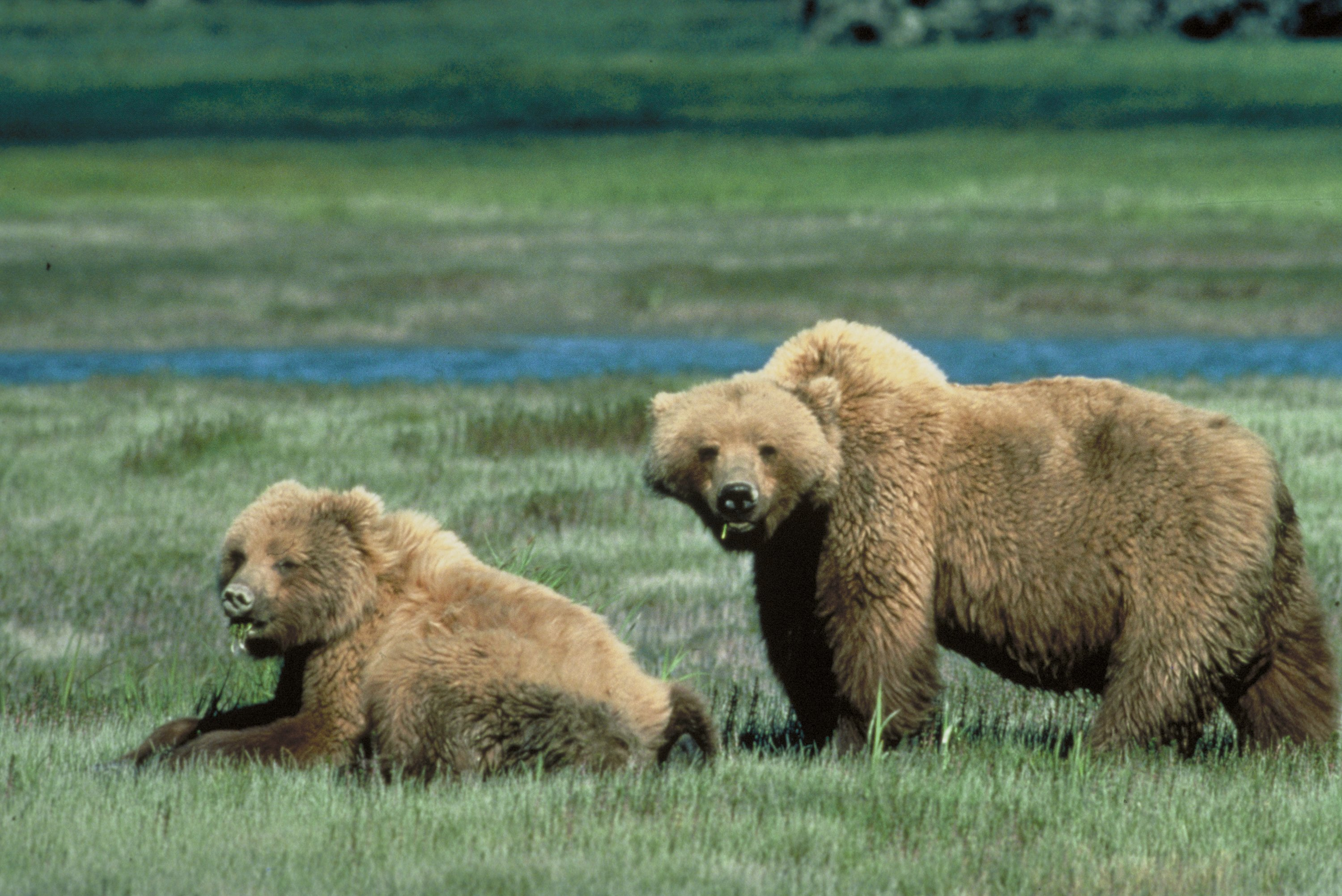
Grizzlis
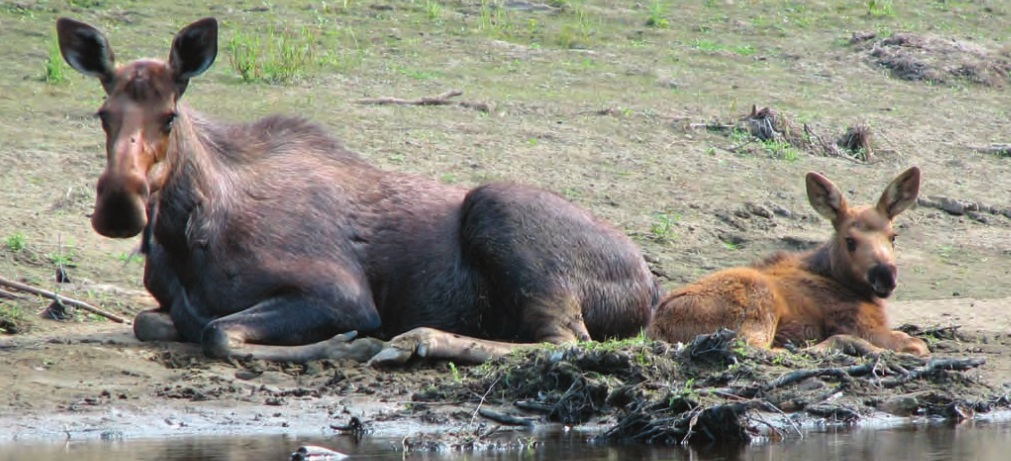
Elans d'Alaska